# Concurso Internacional de Caricaturas sobre o Holocausto

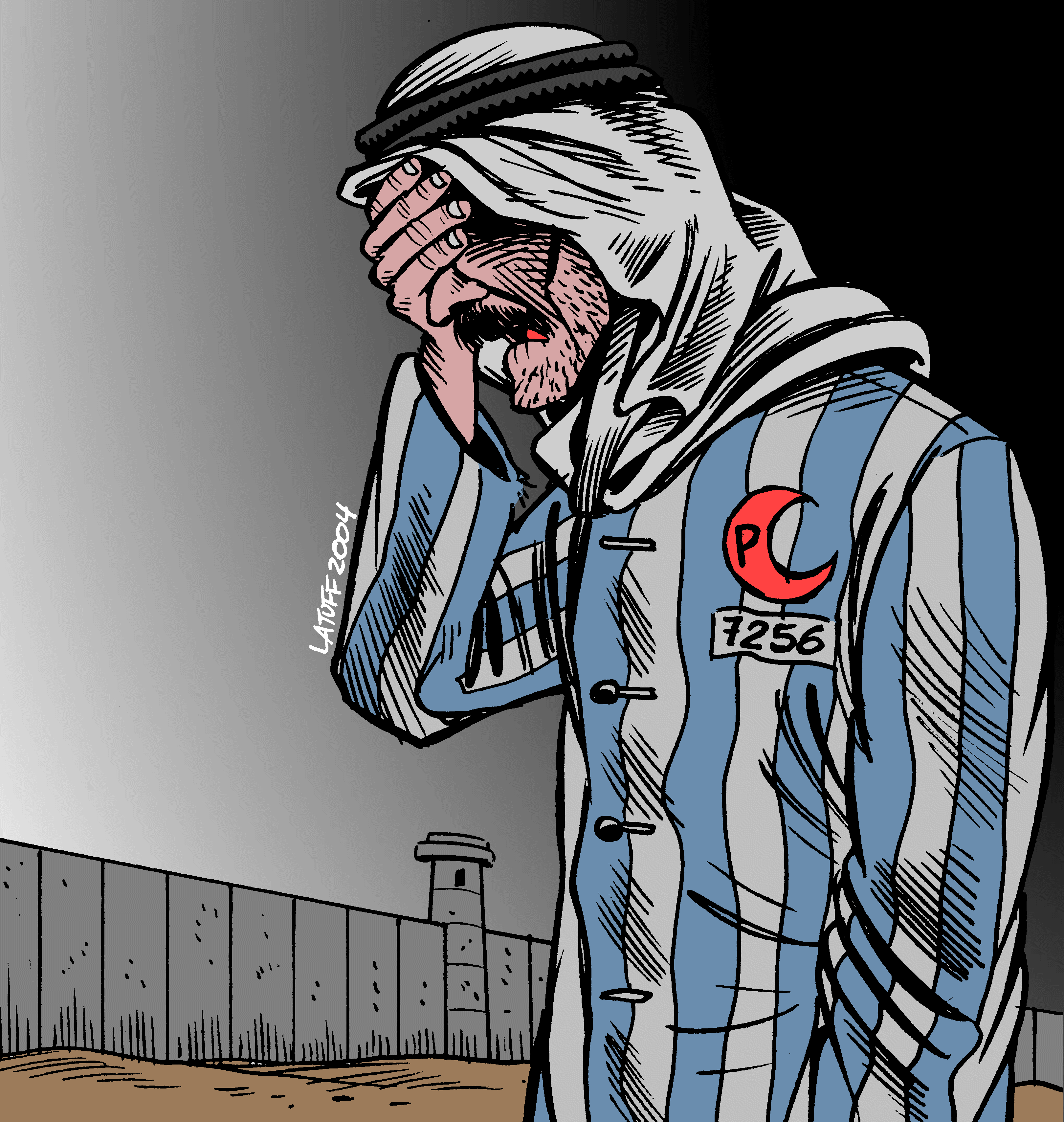
Desenho de Carlos Latuff, classificado em segundo lugar no Concurso de 2006.

Concurso Internacional de Caricaturas sobre o Holocausto foi um evento organizado em 2006, em Teerã, pela Casa da Caricatura do Irã e pelo jornal iraniano Hamshahri, em resposta às caricaturas de Maomé publicadas na Dinamarca, pelo jornal dinamarquês Jyllands-Posten. Segundo seus organizadores, o concurso teve como propósito expor a dupla moral do Ocidente, no que se refere à liberdade de expressão - confrontando a publicação de caricaturas do mais importante profeta do Islã com a exposição de caricaturas sobre o Holocausto.
O certame deu lugar à mostra de 204 obras vindas de todo o mundo, no Museu de Arte Contemporânea de Teerã.
O primeiro lugar foi concedido ao marroquino Abdellah Derkaoui, com a charge de um tanque israelense levantando um muro com a imagem do campo de extermínio de Auschwitz diante da Mesquita de Al-Aqsa, em Jerusalém. 
O brasileiro Carlos Latuff obteve o segundo lugar, com um desenho que retrata um palestino em desespero, diante do muro da Cisjordânia, usando o uniforme dos prisioneiros de campos de concentração nazistas. No uniforme, aparece o Crescente, um símbolo muçulmano, no lugar da Estrela de David, símbolo do judaísmo, que era usada pelos prisioneiros judeus nos campos.
Uma segunda edição do concurso, organizada pela Casa da Caricatura do Irã, realizou-se em 2016.